# Agaue
Agaue (gr. Ἀγαύη) – w mitologii greckiej królewna tebańska.
Uchodziła za córkę Kadmosa, króla Teb, i Harmonii. Była siostrą Semele, Ino, Autonoe oraz żoną Echiona, a także matką Penteusza.
Semele zginęła od pioruna, ponieważ poprosiła swego kochanka, Zeusa, by ukazał się jej w całej swojej potędze. Agaue rozgłaszała, że jej siostra miała romans ze śmiertelnikiem i Zeus ukarał ją za twierdzenie, że nosi w łonie syna boga. Potem Dionizos, syn Semele, zemścił się na Agaue za te pomówienia. Przybył do Teb, gdzie wtedy rządził Penteusz, i nakazał wszystkim kobietom, by udały się na górę Kitajron i uczestniczyły w Dionizjach. Penteusz sprzeciwiał się wprowadzeniu tego święta w Tebach, ale śledził bachantki skuszony przez Dionizosa. Bachantki w szale rozszarpały go na kawałki, a przewodziła im Agaue. Potem oprzytomniała i przerażona uciekła do Illirii. Tam poślubiła króla tego kraju, Lykotersesa. Później zabiła go, by zapewnić posiadanie królestwa swojemu ojcu.